# 가미 히사오
가미 히사오(일본어: 上 久雄, 1941년 6월 28일 ~ )는 일본의 축구 선수이다.

## 국가대표팀 경력
그는 1964년 하계 올림픽에 참가할 일본 국가대표팀에 발탁되었으며, 10월 16일 가나와의 경기에서 데뷔했다. 1966년 아시안 게임에도 출전, 올림픽 동메달 획득에 기여했다. 그는 1968년까지 국제 A매치 통산 15경기에 출전했다.

## 통계
| 일본 | 일본 | 일본 |
| 연도 | 출전 | 득점 |
| ---- | ---- | ---- |
| 1964 | 1    | 0    |
| 1965 | 3    | 0    |
| 1966 | 5    | 0    |
| 1967 | 4    | 0    |
| 1968 | 2    | 0    |
| 통산 | 15   | 0    |